# Gaku Shibasaki
Gaku Shibasaki (柴崎 岳, Shibasaki Gaku, Aomori, 28 mei 1992) is een Japans voetballer die als middenvelder speelt. Hij tekende in juli 2017 een contract tot medio 2021 bij Getafe CF, dat hem transfervrij overnam van CD Tenerife. Shibasaki debuteerde in 2014 in het Japans voetbalelftal.

## Statistieken

### Club
| Seizoen | Club            | Land   | Competitie         | Duels | Doelp. |
| ------- | --------------- | ------ | ------------------ | ----- | ------ |
| 2011    | Kashima Antlers | Japan  | J1 League          | 13    | 0      |
| 2012    | Kashima Antlers | Japan  | J1 League          | 31    | 1      |
| 2013    | Kashima Antlers | Japan  | J1 League          | 34    | 2      |
| 2014    | Kashima Antlers | Japan  | J1 League          | 34    | 6      |
| 2015    | Kashima Antlers | Japan  | J1 League          | 28    | 5      |
| 2016    | Kashima Antlers | Japan  | J1 League          | 33    | 3      |
| 2017    | CD Tenerife     | Spanje | Segunda División A | 16    | 2      |
| 2017/18 | Getafe CF       | Spanje | Primera División   | 22    | 1      |
| 2018/19 | Getafe CF       | Spanje | Primera División   | 1     | 0      |
| Totaal  | Totaal          | Totaal | Totaal             | 212   | 20     |

### Interlands
| Japans voetbalelftal | Japans voetbalelftal | Japans voetbalelftal |
| Jaar                 | Wed.                 | Dlp.                 |
| -------------------- | -------------------- | -------------------- |
| 2014                 | 4                    | 1                    |
| 2015                 | 9                    | 2                    |
| 2016                 | 0                    | 0                    |
| 2017                 | 1                    | 0                    |
| 2018                 | 12                   | 0                    |
| 2019                 | 19                   | 0                    |
| Totaal               | 45                   | 3                    |